# Cynkografia

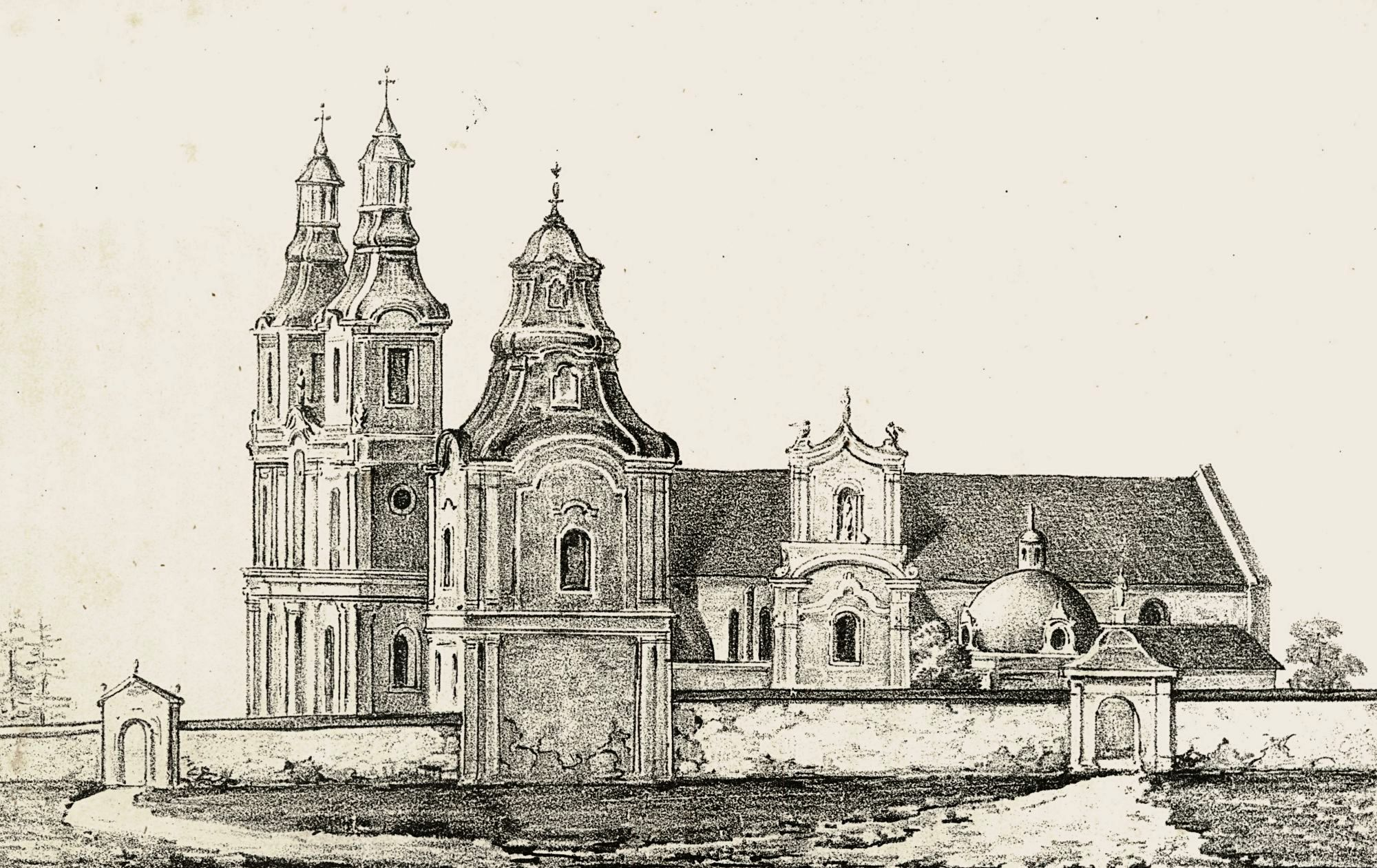

Cynkografia – technika graficzna druku wypukłego, w której podłożem jest płyta cynkowa, głównie stosowana jako metoda druku przemysłowego. W przypadku druku, przenosi się na płytę cynkową obraz lub rysunek, a następnie trawi kwasem. Na początku XX w. zaczęła być także stosowana do celów artystycznych – po wytrawieniu płyty nakłada się wałkiem farbę, co na odbitce daje efekt jasnej, ostrej kreski na ciemnym tle. Przy pomocy cynkografii można uzyskać dwubarwne odbitki, wcierając w części wklęsłe jeden barwnik, a drugi nakładając wałkiem.